# D'24
D'24（ディートゥエンティフォー）は、東京ディズニーシー (TDS)のメディテレーニアンハーバーにあるショップ「ヴェネツィアン・カーニバル・マーケット」にて、2007年3月21日から2012年9月30日まで販売されていたオリジナルファッションブランド。

## 概要
ヴェネツィアン・カーニバル・マーケットでは、2001年9月4日（TDSグランドオープン日）〜2006年7月13日まではTDSオリジナル商品を、2006年7月14日〜2007年3月20日まではビームスとのコラボ商品を取り扱っていた。そのビームスとのコラボが終了するのに伴い、この「D'24」ブランドが新しく誕生した。
コンセプトは24時間おしゃれでいたい女性のために。ジーンズやインナーなどの様々なアイテムをTDSオリジナル商品やASH&DIAMONDS、GARCIA MARQUEZなどの日本国内の有名ブランドとのコラボ商品を提供する。
また、2007年3月3日に開催された「神戸コレクション 神戸公演」に出展した。
2012年9月30日をもってヴェネツィアン・カーニバル・マーケットでの取り扱いを終了。現在、同ショップは通常の東京ディズニーリゾートグッズを取り扱っている。